# Franz Koweindl
Franz Koweindl (* 28. September 1894 in Höch, Pfarre St. Andrä, Bezirk Leibnitz; † 14. August 1933 in Schwarzach im Pongau) war ein österreichischer Politiker (NSDAP) und Schmiedemeister. Er war von 1932 bis 1933 Abgeordneter zum Salzburger Landtag und Landtagspräsident und Landtagsabgeordneter zum Salzburger Landtag sowie Landesrat und Zweiter Landtagspräsident-Stellvertreter.

## Ausbildung und Beruf
Koweindl besuchte zunächst die Volksschule und absolvierte danach eine Lehre als Schmied. Er leistete während des Ersten Weltkriegs Kriegsdienst in der österreichisch-ungarischen Armee und war nach seiner Rückkehr aus dem Krieg von 1921 bis 1926 als Schmiedemeister in Sodingberg im steirischen Bezirk Voitsberg tätig. 1926 übersiedelte er nach Rauris, wo er in der Folge ebenfalls als Schmiedemeister arbeitete. Koweindl blieb bis zu seinem frühen Tod in seinem erlernten Beruf in Rauris tätig.

## Politik und Funktionen
Koweindl trat 1931 der Nationalsozialistischen Deutschen Arbeiterpartei bei und engagierte sich in Rauris als Mitbegründer der lokalen NSDAP-Ortsgruppe. Er hatte innerparteilich die Funktion des ersten NSDAP-Ortsgruppenleiters von Rauris inne und war zudem als Gauredner aktiv. Koweindl kandidierte bei der Landtagswahl 1932 auf dem 2. Listenplatz der NSDAP im Pinzgau und erreichte in Rauris mit mehr als 47 % der Stimmen aller Wahlberechtigten das beste Ergebnis der NSDAP im Raum des Pinz- und Pongaus. Der Wahlerfolg seiner Partei im agrarisch geprägten Rauris war dabei neben der Person von Koweindl auch auf den örtlichen Sprengelarzt zurückzuführen. 
Nach dem Wahlerfolg der NSDAP wurde Koweindl am 19. Mai 1932 als Abgeordneter zum Salzburger Landtag angelobt und noch am selben Tag zum Zweiten Landtagspräsidenten-Stellvertreter gewählt. Er verstarb am 30. Juni 1933 in seinem Amt. Sein Begräbnis am 17. August 1933 geriet in der Folge in eine Machtdemonstration der NSDAP. Trotz des mittlerweile ausgesprochenen Parteiverbots nahmen erhoben die rund 700 anwesenden Trauergäste beim Absingen der Bundeshymne die Hand zum Hitlergruß, das Aufstellen eines Grabkreuzes in Form eines Hakenkreuzes konnte die Gendarmerie wiederum nur unter Androhung von Gewalt verhindern.